# Fisioterapia geriátrica e gerontológica
A Fisioterapia geriátrica é o ramo da Fisioterapia que estuda os movimentos e a funcionalidade em pessoas idosas. É a prática de assistência ao idoso.

## Qualidade de vida na velhice
A emergência de preocupação com o tema qualidade de vida ocorreu nos países desenvolvidos após a Segunda Guerra Mundial, também coincidiu com o desenvolvimento de procedimentos médicos destinados à manutenção da vida. Na área médica, a avaliação de qualidade de vida passou à ser vista de uma outra dimensão, além de eficácia e segurança, a dignidade e o bem estar psicológico do paciente, principalmente em áreas como oncologia. Na mesma época a Organização Mundial de Saúde (OMS) redefiniu o conceito de saúde, incorporando a noção de bem estar físico, emocional e social.

## O ramo
O envelhecimento normal devido ao desuso e aos problemas de recondicionamento, cardiovasculares como as doenças vasculares e o derrame, e aos problemas esqueletais, que incluem condições de osteoporose e da osteoartrite, tais como recolocações de joelho e de quadril. Os fisioterapeutas usam a reabilitação a fim de devolver ao paciente uma qualidade perdida, podendo usar terapias físicas.

## Os tratamentos e prevenções
Enquanto envelhecemos, acabamos enfrentando muitas mudanças físicas e emocionais, que podem afetar nosso nível de função e bem estar. A reabilitação mantém a independência funcional nas pessoas idosas. A reabilitação de pacientes da geriatria é imperativa ao bem estar deles e da sociedade, de modo que nós possamos prosperar social e economicamente. Essencial à fisioterapia geriátrica é a comunicação, especificamente melhorando todo o prejuízo sensorial, incluindo aqueles relativos à visão e à audição. A prevenção das quedas e da osteoporose pode melhorar a saúde e longevidade dos pacientes. Acabar com a má nutrição, pode remover, curar e vitalizar o paciente para participar de um programa de reabilitação formal. A Depressão pode se tornar comum na população idosa, caso uma perda funcional de mobilidade e de habilidade de executar atividades do dia-a-dia. O prejuízo cognitivo, tal como o  delírio e a demência pode afetar os objetivos e resultados da reabilitação dos pacientes.
A fisioterapia geriátrica tem um papel no cuidado intermediário, onde os pacientes estão amparados por um hospital ou um doutor de família, quando há uma exigência em fornecer fisioterapia intensiva a curto prazo.